# Vitprickig dvärgrall
Vitprickig dvärgrall (Laterallus notatus) är en fågel i familjen rallar inom ordningen tran- och rallfåglar.

## Utbredning och systematik
Fågeln återfinns lokalt i låglandsområden i Sydamerika öster om Anderna. Den behandlas som monotypisk, det vill säga att den inte delas in i några underarter.

### Släktskap
Arten placeras tidigare i släktet Laterallus tillsammans med nordamerikanska gul dvärgrall och östasiatiska ussuridvärgrallen. Genetiska studier visar dock att den snarare är närbesläktad med en grupp rallar i Laterallus, däribland svart dvärgrall (L. jamaicensis).

## Status och hot
Arten har ett stort utbredningsområde, men tros minska i antal, dock inte tillräckligt kraftigt för att den ska betraktas som hotad. Internationella naturvårdsunionen IUCN listar arten som livskraftig (LC).